# RFL Championship 1917-18
La Northern Rugby Football Union Wartime Emergency League de 1917-18 fue la vigésimo tercera temporada del torneo de rugby league más importante de Inglaterra.
El campeonato fue un torneo de emergencia no oficial debido a la Primera Guerra Mundial, por lo tanto no se cuenta dentro del palmarés oficial de la competición.

## Formato
Las divisiones 1 y 2 fueron combinadas, enfrentándose a nivel de los condados de Lancashire y Yorkshire y posteriormente confeccionado una tabla global, esto provocó que los equipos enfrentaran una cantidad desigual de encuentros.
Se otorgaron 2 puntos por cada victoria, 1 por el empate y 0 por la derrota.

## Desarrollo

### Tabla de posiciones
| Pos. | Equipo               | Encuentros | Encuentros | Encuentros | Encuentros | Tantos | Tantos | Tantos | Puntos | Porcentaje de triunfos |
| Pos. | Equipo               | PJ         | PG         | PE         | PP         | F      | C      | Dif    | Puntos | Porcentaje de triunfos |
| ---- | -------------------- | ---------- | ---------- | ---------- | ---------- | ------ | ------ | ------ | ------ | ---------------------- |
| 1    | Barrow Raiders       | 22         | 20         | 0          | 2          | 425    | 59     | 366    | 40     | 90.91                  |
| 2    | Dewsbury Rams        | 31         | 27         | 0          | 4          | 480    | 149    | 331    | 54     | 87.10                  |
| 3    | Leeds                | 31         | 21         | 3          | 7          | 479    | 214    | 265    | 45     | 72.58                  |
| 4    | Hull                 | 24         | 17         | 0          | 7          | 318    | 261    | 57     | 34     | 70.83                  |
| 5    | Broughton Rangers    | 29         | 19         | 3          | 7          | 345    | 130    | 215    | 41     | 70.69                  |
| 6    | Leigh                | 31         | 19         | 2          | 10         | 343    | 106    | 237    | 40     | 64.52                  |
| 7    | Halifax RLFC         | 26         | 16         | 0          | 10         | 233    | 181    | 52     | 32     | 61.54                  |
| 8    | St Helens Recs       | 29         | 16         | 3          | 10         | 270    | 132    | 138    | 35     | 60.34                  |
| 9    | Wigan                | 35         | 21         | 0          | 14         | 331    | 210    | 121    | 42     | 60.00                  |
| 10   | Warrington           | 31         | 16         | 4          | 11         | 236    | 210    | 26     | 36     | 58.06                  |
| 11   | Widnes Vikings       | 20         | 9          | 4          | 7          | 189    | 146    | 43     | 22     | 55.00                  |
| 12   | Swinton Lions        | 22         | 11         | 1          | 10         | 156    | 208    | -52    | 23     | 52.27                  |
| 13   | Batley Bulldogs      | 23         | 10         | 1          | 12         | 165    | 191    | -26    | 21     | 45.65                  |
| 14   | Bradford Northern    | 26         | 10         | 2          | 14         | 156    | 260    | -104   | 22     | 42.31                  |
| 15   | Hunslet FC           | 30         | 11         | 1          | 18         | 311    | 314    | -3     | 23     | 38.33                  |
| 16   | Bramley RLFC         | 25         | 6          | 2          | 17         | 186    | 262    | -76    | 14     | 28.00                  |
| 17   | St. Helens           | 18         | 4          | 2          | 12         | 94     | 261    | -167   | 10     | 27.78                  |
| 18   | Brighouse Rangers    | 20         | 4          | 2          | 14         | 75     | 302    | -227   | 10     | 25.00                  |
| 19   | Hull Kingston Rovers | 25         | 1          | 1          | 23         | 125    | 501    | -376   | 3      | 6.00                   |
| 20   | Salford              | 28         | 1          | 1          | 26         | 54     | 499    | -445   | 3      | 5.36                   |
| 21   | Runcorn RFC          | 19         | 1          | 0          | 18         | 51     | 277    | -226   | 2      | 5.26                   |
| 22   | Rochdale Hornets     | 7          | 0          | 0          | 7          | 7      | 156    | -149   | 0      | 0                      |

|  | Campeón. |